# 邹凯
邹凯（1988年2月25日—），四川泸州人，中国体操运动员，五枚奧運會金牌獲得者，十二屆全國政協委員，师从著名体操运动员李宁的师兄——四川省体操队总教练雷鸣，强项为自由体操和单杠。

## 运动生涯
邹凯出生在泸州的一个普通工人家庭，其父邹小龙是中国石油泸州分公司的一名加油机修理工，其母朱世群曾是泸州市公交公司的一名售票员。由于邹凯自小体弱多病，1991年，父母将他送到泸州市体操训练馆训练， 为了让他能锻炼好身体。后来，邹凯被训练馆的教练看中，于1995年进入四川省男子体操队（一说为2000年）；2002年又入选了国家队。他崇拜的人物是夺得了巴塞罗那奥运会男子自由体操冠军的体操运动员李小双。
2003年，邹凯便在亚洲体操锦标赛上赢取了男子自由体操冠军。在2006年第39届世界体操锦标赛上他与队友一同夺得男子团体金牌，随后又帮助中国体操队夺取多哈亚运会男子团体金牌，鄒凱又順勢拿下了多哈亞運會自由體操冠軍。2007年9月，第40届世界体操锦标赛在德国斯图加特举行，邹凯和队友一起以绝对优势蝉联了冠军。
在2008年的北京奥运会上，邹凯与杨威、李小鹏、黄旭、陈一冰、肖钦六人于8月12日参加了竞技体操男子团体决赛，并以绝对优势获得了冠军。在随后进行的男子自由體操和单杠项目的決賽中，邹凯又分别获得了这两个项目的金牌；鄒凱也平了84年李寧所創的紀錄，成為第二個在一屆奧運會上獨享三金的體操運動員；
成为这届奥运会获得金牌数最多的体操运动员。
在2009年中國第十一屆全運會體操比賽裡，他奪得男子自由體操及单杠金牌。2009年世界體操錦標賽中，奪得男子单杠金牌，而在自由體操以0.025微分之差敗於羅馬尼亞名將德拉古列斯庫，奪得銀牌。
2012年在倫敦奥运会體操男子團體比賽裡，鄒凱與由陳一冰、張成龍、馮喆、郭伟阳組成的中國隊獲得冠軍。8月5日成功衛冕男子自由體操冠軍，並以5枚奧運金牌成為中國奧運史上金牌数第二多的運動員之一，只僅次於獲得6枚金牌的馬龍。8月7日他在男子单杠中得銅牌。

## 个人生活
鄒凱的現任女友是前中國藝術體操國家隊隊員周捷。在2008年北京奧運會結束後，兩人開始正式交往。
2012年11月，在湖南衛視百變大咖秀向女友周捷求婚。
2013年11月4日，兩人在成都市武侯區民政區登記結婚。
2018年11月7日，奧運冠軍鄒凱曬出B超照片，宣佈妻子周捷懷孕。
2019年3月7日，鄒凱發文宣佈妻子周捷產子喜訊。
2021年8月8日，鄒凱發文宣布妻子周捷二胎的消息。
2022年2月18日，鄒凱與愛妻周捷在成都喜迎一名女兒。

## 善行
在2008年北京奧運後，作為一個四川選手，鄒凱決定將在北京奧運会中取得的三面金牌中的其中一面拍賣，拍賣所得款項將捐贈予四川地震灾区重建項目。
除此之外，鄒凱從瀘州市政府、國家體育總局、四川省政府和香港各界共獲得約680萬元，鄒凱決定捐出其中100萬資助瀘州學生、興建學校，以及改善食水、電力等基建設施。